# Die Moral der Gasse
Die Moral der Gasse ist ein deutscher Stummfilm von Jaap Speyer mit einem von Werner Krauß angeführten Schauspielensemble, eine Geschichte im Stil des damals beliebten Sittenfilm-Genres (z. B. Die freudlose Gasse, ebenfalls mit Krauß).

## Handlung
Die Moral der Gasse, so will die Geschichte glauben machen, könnte auch eine Moral der Gosse sein. In diesem Umfeld spielen sich Abgründe und kleine Dramen in der Welt der Hinterhöfe ab. Eines der hier gebeutelten Geschöpfe ist das namenlose Mädchen aus der Gasse, das vom ebenfalls namenlosen Sohn des Viehhändlers im Sektrausch geschwängert wird. Dies bedeutet für eine unverheiratete Frau zu jener Zeit eine große Schande. Ihre Mutter, die Fleischermeisterwitwe Emilie, will ihrer Tochter aus der Verlegenheit einer gesellschaftlichen Ächtung helfen und verschwindet eine Zeit lang aus ihrem Lebensumfeld, um nach der Geburt des Kindes mit dem Baby in die Gasse zurückzukehren und zu behaupten, es sei das Ihrige.
Dass der dadurch von einem Verehrer ihr gegenüber abgegebene Heiratsantrag zurückgezogen wird, nimmt sie ebenso billigend wie altruistisch in Kauf. Die selbsternannten Moralisten der Gasse zerreißen sich derweil ihre Mäuler und beginnen die Fleischermeisterwitwe zu schneiden. Dafür steht der Tochter auf ihrem zukünftigen Lebensweg kein Hindernis mehr im Weg, und diese findet sogar einen anständigen Herrn, der sie heiraten möchte. Der reuig zur eigentlichen Mutter zurückkehrende Vater des Babys handelt sich hingegen eine Abfuhr ein.

## Produktionsnotizen
Die Moral der Gasse entstand Mitte 1925, passierte die Zensur am 28. Oktober desselben Jahres und wurde zwei Tage darauf im Berliner Primus-Palast uraufgeführt. Die Länge des mit Jugendverbot belegten Sechsakters betrug 2223, 50 Meter.
Die Filmbauten entwarf Franz Schroedter.

## Kritiken
Die Salzburger Chronik lobte: „Mit packender Komik und natürlicher Gemütlichkeit spielt Werner Kraus [sic!] den Vaters des Verführers“.
Das Prager Tagblatt befand, dies sei „ein reichlich sentimentaler Rührfilm“ und sah in ihm einen Kompromiss „zwischen Berliner Milieufilm und Gartenlaubenroman“, wo dank der „hervorragende(n) Darstellung eines erstrangigen Künstlerensembles“ … diesem „Kitsch Adel und Qualität“ verliehen wird. „Vorzüglich auch die Regie Jaap Speyers, der in die Bilder eine Menge regietechnischer Feinheiten eingestreut“ hat.
Das Grazer Tagblatt meinte: „Die Handlung ist sehr spannend und pikant gehalten, wie es das Publikum liebt, die Aufmachung ist großzügig, das Spiel herrlich, ein wahres Sittenbild der Großstadt“.
Gänzlich unbeeindruckt zeigte sich die linke Arbeiter-Zeitung, für die hier ein „ausgesprochener Kitschfilm“ vorlag, „trotz des guten Spiels der Leute … trotz der ehrgeizigen Regie und der guten Bilderfolge“. Das Verdikt war gnadenlos: „… was hier geboten wird, ist eine Mischung aus übelsten und ältesten Klischeeromanen, verlogen, süßlich, mit albernen Mätzchen aufgeputzt, hausbacken und rührselig und von einer außergewöhnlich dick aufgetragenen Geilheit.“